# اغلشيل (كورنوال)
اغلشيل (بالإنجليزية: Egloshayle)‏ هي قرية و أبرشية مدنية تقع في المملكة المتحدة في كورنوال. يقدر عدد سكانها بـ 465 نسمة .